# 普会寺 (包头)
普会寺，俗称“希拉穆仁召（ᠰᠢᠷ᠎ᠠ
ᠮᠦᠷᠡᠨ
ᠵᠣᠣ）”、“后席力图召”、“北席力图召”，又俗称“召河庙”，位于内蒙古自治区包头市达尔罕茂明安联合旗希拉穆仁镇，是一座藏传佛教格鲁派寺院。

## 历史
普会寺位于达尔罕茂明安联合旗希拉穆仁镇，辽河北源西拉木伦河不流经庙北，内流河锡拉木伦河流经庙北。
清朝乾隆十六年（1751年），乾隆帝恩准外蒙古仁钦道尔吉为席力图召第六世活佛。清政府将大青山以北希拉穆仁流域的牧场拨给六世活佛，活佛为谢皇恩，宏扬喇嘛教，便在河畔兴建寺庙。皇帝御赐匾额，汉名“普会寺”。后来，普会寺一直是席力图召的活佛避暑地。
1999年4月16日，包头市人民政府将普会寺公布为包头市文物保护单位。包头市人民政府于2004年6月20日立包头市文物保护单位碑。2006年，被定为第四批内蒙古自治区文物保护单位。

## 建筑
普会寺的主要建筑有“四大天王”过殿、大雄宝殿、活佛殿等。
- 嘛呢杆：自古井向西，有两根高10米的嘛呢杆，位于“四大天王”过殿门前。关于“玛尼杆”，嘛呢杆用来挂旗，特别是悬挂代表宗教及民族信仰的“禄马风旗”。
- “四大天王”过殿：殿内左右两侧分别立有四大天王像。
- 嘛呢杆：“四大天王”过殿以北，为一个大院。大院中间有一根高10米的嘛呢杆。
- 铜盆：嘛呢杆南侧是一口直径约2米的铜铸大盆，盆内每日更换一次净水，供游人至此“洗净”手上“罪孽”。
- 朝克沁独贡（大雄宝殿）：仿照扎什伦布寺建造。由经堂和佛殿组成，立在高1米的台基上。大殿东侧悬挂着大钟。
  - 大门：该殿有象征特权的三扇朱红色大门，32根大红柱子支撑三层建筑。殿顶三脊，覆盖青瓦，飞檐挑角，殿壁有回廊。殿顶有铜铸镏金宝瓶、二鹿听经。大雄宝殿大门东侧的墙上绘有好人入极乐世界的壁画，西侧的墙上绘有恶人打入十八层地狱的壁画。
  - 第一层：大雄宝殿前厅是经堂，为喇嘛每日誦经之所。经堂的墙上有彩绘壁画，主要是佛教、佛经故事中的人物、动物像。经堂后面是佛殿，正中供奉释迦牟尼像，东首供奉弥勒佛像，西首供奉燃灯佛像，合为“三世佛”。
  - 第二层：大雄宝殿第二层，有8米高的“弥达尔”（阿弥陀佛）像，头戴天冠，上身袒露，肩饰莲花，额上镶嵌一颗珍珠，手势作说法印。
  - 第三层：大雄宝殿第三层西厅，有松木制的“欢喜室”（供佛之橱），内供约半尺高的“叶门达拉”（即大威德金刚）、“关布”（即护法神大黑天）、“刚格尔”（即护法神大白天）、“迦穆苏荣”（即护法神大红天）、“拉穆”（即护法神吉祥天母）、“那木斯赖”（即多闻天王）、“高毕勒藏嘎”（即命运天地神）、“却伊拉哲勒”（即阎罗天子）等铜铸佛像；在一张大型供桌上，放有可容纳七斤黄油的万年灯，及香炉、铜鼓、护法神的用具、弓箭等物。大雄宝殿第三层东厅内层，放有24副“查玛舞”的面具、服装及道具，此外还有天地爷、“嘎森汗”的面具、服装等物。大雄宝殿第三层还有三个外殿，供奉1000尊神像，摆放12张供桌，供桌上有21个圣水碗、16卷大藏经等物。
- 吃粥用房：大雄宝殿东侧，有三间供喇嘛吃粥的房间，房间中有11处坐垫、三块靠背以及桌子、椅子等等。
- 膳食房：位于大雄宝殿的北面，三间。
- 审讯用房：位于大雄宝殿的北面，七间，内有皮鞭等刑具。
- 活佛仓、旗庙仓：再往东为五间活佛仓、五间旗庙仓。活佛仓的膳食厅内，放有四口不同规格的喇嘛锅。其中最大的一口锅，一次能煮放三头牛的肉，最小的锅能煮放两只羊的肉。[1]